# Cropia plumbicincta
Cropia plumbicincta är en fjärilsart som beskrevs av George Francis Hampson 1908. Cropia plumbicincta ingår i släktet Cropia och familjen nattflyn. Inga underarter finns listade i Catalogue of Life.